# Бетті Компсон
Бетті Компсон (англ. Betty Compson; 19 березня 1897 — 18 квітня 1974) — американська акторка, співачка та продюсерка.

## Біографія
Елеанор Луїсім Компсон народилася в місті Бівер в штаті Юта 19 березня 1897 року. Після смерті батька вона була змушена кинути школу, щоб почати працювати і утримувати себе і овдовілу мати. Незабаром їй вдалося знайти роботу скрипальки в одному з театрів в Солт-Лейк-Сіті.
Її акторська кар'єра стартувала 1915 року з дрібних ролей в німих фільмах і стала стрімко розвиватися. Тільки 1916 року Компсон знялася в 25 фільмах, хоча в багатьох її ролі були незначні і вона не значилася в титрах. 1920 року Бетт зайнялася продюсуванням фільмів. Вона деякий час працювала на голлівудській студії «Бартон», де придбала права на екранізацію трьох творів. Її перший фільм, «Ув'язнена кохання», вийшов на екрани 1921 року. У всіх своїх фільмах вона виступала не тільки як продюсерка, а й як акторка.
Після завершення зйомок фільму «Жінка з чотирма обличчями» 1923 року Компсон підписала контракт з однією з британських кінокомпаній і на час перебралася до Лондона. Там вона з'явилася в чотирьох картинах, в одній з яких — «Жінка жінці» (1923), одним зі сценаристів був Альфред Хічкок. 1928 року Компсон знялася в німому фільмі з невеликими розмовними вставками «Зазивала». Роль Кері в цьому фільмі принесла їй номінацію на премію «Оскар» як Найкращій акторці.
1928 року Комсон виконала одну зі своїх відомих ролей — Мей у фільмі «Пристані Нью-Йорка». Через два роки вона з'явилася в ролі Шеррі Малотт у фільмі «Негідники». Аналогічну роль у новій версії фільму 1942 року виконала Марлен Дітріх.
Останній раз на великому екрані Компсон з'явилася 1948 року в фільмі «Тут приходить занепокоєння», після чого назавжди покинула кіно.
Компсон тричі була у шлюбі. Її першим чоловіком був режисер і актор Джеймс Круз. Її другий шлюб з продюсером Ірвінгом Вайнбергом закінчився розлученням, а третій чоловік, Сілвіус Джек Голл, помер 1962 року.
Бетті Компсон померла від інфаркта 18 квітня 1974 року в своєму будинку в Глендейлі, Каліфорнія, на 78 році життя.

## Вибрана фільмографія
- 1918 — Шериф / The Sheriff
- 1923 — Голлівуд / Hollywood
- 1928 — Зазивало / The Barker
- 1929 — Стомлена річка / Weary River
- 1930 — Випадок із сержантом Грішею / The Case of Sergeant Grischa
- 1933 — На захід від Сингапуру / West of Singapore
- 1939 — Нічні новини / News Is Made at Night